# وقایع‌نگاری آب
وقایع‌نگاری آب (به انگلیسی: The Chronology of Water)، یک فیلم سینمایی در ژانر زندگی‌نامه‌ای عاشقانه به کارگردانی کریستن استوارت است که در سال ۲۰۲۵ منتشر شد. این نخستین تجربه کارگردانی فیلم بلند استوارت است و فیلم‌نامه آن توسط خود او به همراه اندی مینگو بر اساس رمان وقایع‌نگاری آب نوشته لیدیا یوکنویچ اقتباس شده است. داستان فیلم، شرح حال زندگی خود یوکنویچ است که به امید فرار از یک خانوادهٔ بدرفتار، با بورسیهٔ شنا در یکی از دانشگاه‌های تگزاس ثبت نام می‌کند و نیم‌نگاهی به مسابقات المپیک هم دارد اما امیدهای او برای حرفهٔ شنا زمانی نقش بر آب می‌شود که به دلیل مصرف الکل و مواد مخدر بورسیه‌اش را از دست می‌دهد. یوکنویچ که چیزی برای از دست ندارد، سفر خود را برای پیدا کردن هدفی آغاز می‌کند که در نهایت به خودشناسی او می‌انجامد. ایموجن پوتس، تورا برچ، ارل کیو، کیم گوردون و جیم بلوشی بازیگران فیلم هستند.
وقایع‌نگاری آب یازده تهیه‌کننده از چهار کشور دنیا دارد و به صورت مستقل ساخته شده است. فیلم برای نخستین‌بار در بخش نوعی نگاه جشنواره فیلم کن ۲۰۲۵ رونمایی شد که واکنش بسیار مثبت منتقدان را در پی داشت. کارگردانی استوارت و اجرای پوتس مورد تحسین قرار گرفت.